# Lithocardium guazumifolium
Lithocardium guazumifolium là loài thực vật có hoa trong họ Mồ hôi. Loài này được (Desv.) Kuntze mô tả khoa học đầu tiên năm 1891.